# Neocerura subrosea
Neocerura subrosea är en fjärilsart som beskrevs av Matsumura 1927. Neocerura subrosea ingår i släktet Neocerura och familjen tandspinnare. Inga underarter finns listade i Catalogue of Life.